# بيت وولي
بيت وولي هو لاعب كرة قدم كندية كندي، ولد في 1930 في هاميلتون في كندا.

## وصلات خارجية
- بيت وولي على موقع JustSportsStats.com (الإنجليزية)